# Sabar Kantha (huyện)
Huyện Sabar Kantha là một huyện thuộc bang Gujarat, Ấn Độ. Thủ phủ huyện Sabar Kantha đóng ở Sabar Kantha. Huyện Sabar Kantha có diện tích 7390 ki lô mét vuông. Đến thời điểm năm 2001, huyện Sabar Kantha có dân số 2083416 người.